# Gentiana boryi
Gentiana boryi är en gentianaväxtart som beskrevs av Pierre Edmond Boissier. Gentiana boryi ingår i släktet gentianor, och familjen gentianaväxter. Inga underarter finns listade i Catalogue of Life.